# Орден Карла XIII
Орден Карла XIII (швед. Carl XIII:s orden) — цивільний орден, що вручався королем виключно для членів масонських лож (вільних каменярів). Заснований шведським королем Карлом XIII у 1811 році. На початку кількість дійсних кавалерів ордену була обмежено 33-ма живими носіями цієї нагороди, відповідно загально прийнятих 33-и масонських ступенів містерії посвяти у масонські ложі. Наявність даного ордену не відповідає жодному градусові масонської організації. У даний час у Швеції є 60 осіб серед нагороджених цим орденом, в Німеччині — 74. Сучасним майстром (магістром) ордену Карла XIII є король Швеції Карл XVI Густаф (після Густава V, Густава VI, Оскара II та інших).
Членство в ордені мають ті, що досягли 36 років:
- Три члени з кліриків (священики),
- тридцять шведських мирян протестантів (бакалаври),
- не більше семи членів не шведського походження (бакалаври).

Проведення XI ступені шведського обряду масонства — почесна і висока.
Всі принци Королівського Дому Швеції є членами ордену (по праву народження), за умови, що вони стали масонами (наприклад Карл Філіп).
Особи королівської крові не входять в число обов'язкових 33 живих носіїв ордену. Лідером ордену є правлячий монарх.
Підставою для вручення нагороди особі служить наявність у нього честі і чеснот: «На честь чеснот, що вже рідко щось значать у суспільстві». Серед іноземців носіїв ордену відомі Едвард Віндзор герцог Кентський Великий магістр британського масонства, Артур Вільям Патрик Альберт та інші.

## Опис
Шведський орден Карла XIII встановлений 27 травня 1811 року з назвою «Королівський Орден Карла XIII» для нагороди за громадянські заслуги. Орден має чотирикутний хрест з емаллю червоного кольору із золотим обідком (форми Георгіївського хреста або Тамплієрського хреста), на червоній стрічці. У центрі Тамплієрського хреста — біла куля з монограмою засновника (дві протилежні латинські літери «C» оточуючі римську цифру «XIII». На зворотній стороні (реверс) є буква «B» в золоті, у вигляді рівностороннього чорного трикутника із золотим обідком. Хрест увінчаний золотою короною. Орден носять на шиї на червоній стрічці. Знак 1 ступеня цього ордену не має в нутрі медальйону.
У 1822 р. використовується плащ лицаря ордену і нове ім'я лицаря ордену.

## Галерея

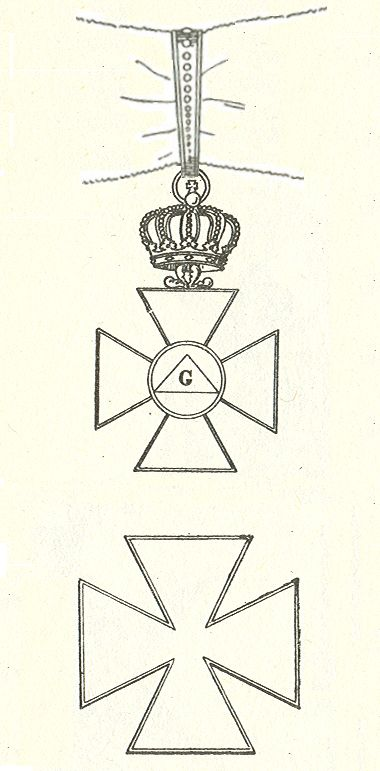
Знак і зірка ордену (1811 р.)
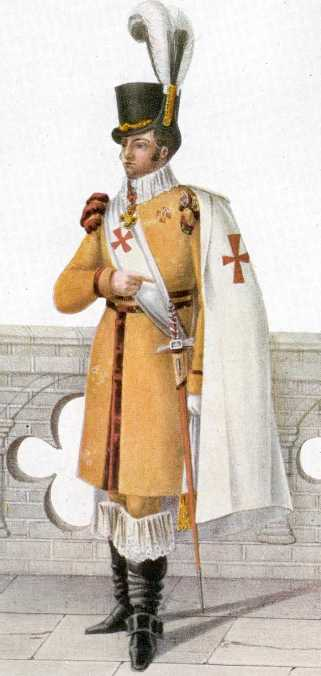
Однострій кавалера ордену Карла XIII
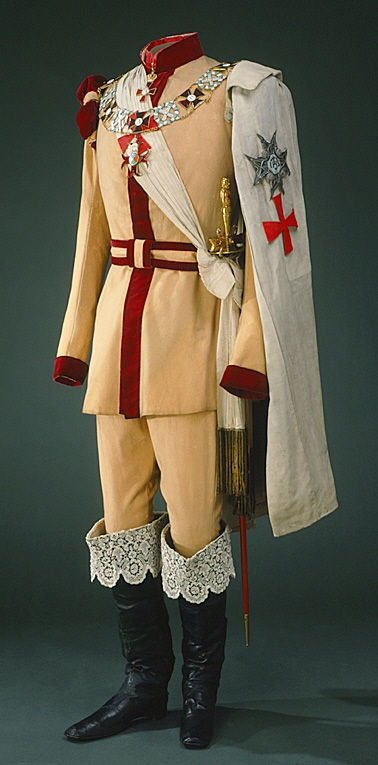
Однострій кавалера ордену Оскара I
Сучасний вид нагороди ордену Карла XIII
прототип ордену Карла XIII - різновид Тамплієрського хреста
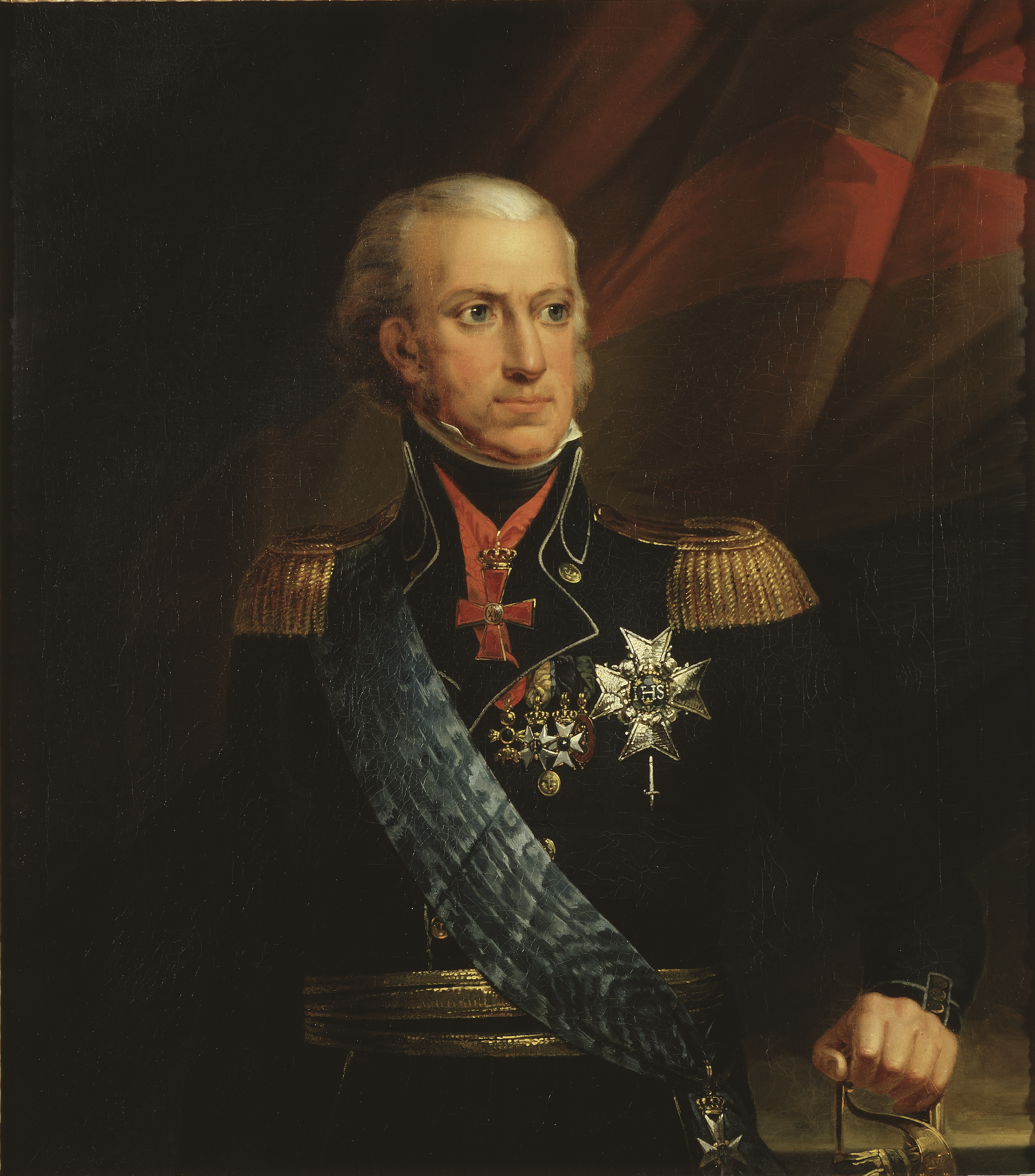
Засновник однойменного ордену король Швеції Карл XIII з цією нагородою
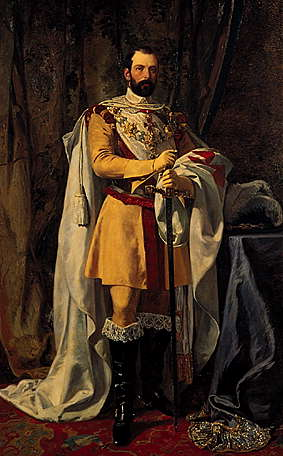
Король Карл XV гросмейстер ордену Карла XIII
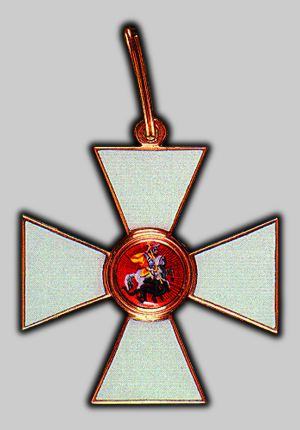
зразок форми Георгіївського хреста